# Resolució 847 del Consell de Seguretat de les Nacions Unides
La Resolució 847 del Consell de Seguretat de les Nacions Unides fou adoptada per unanimitat el 30 de juny de 1993. Després de reafirmar la Resolució 743 (1992) i les resolucions posteriors relatives a la Força de Protecció de les Nacions Unides (UNPROFOR), el Consell va condemnar els atacs militars a Croàcia i Bòsnia i Hercegovina i va estendre el mandat de la UNPROFOR fins al 30 de setembre de 1993.
Es va destacar la importància de buscar solucions polítiques als diversos conflictes en el territori de l'antiga Iugoslàvia, i garantir la confiança i l'estabilitat a la República de Macedònia. La integritat territorial dels Estats membres on la força de manteniment de la pau també va ser reafirmada pel Consell. La resolució també va demanar a totes les parts i altres interessats que arribessin a un acord sobre mesures de foment de la confiança a Croàcia, inclosa l'obertura d'un ferrocarril entre Zagreb i la ciutat costanera de Split, la carretera entre Zagreb i Županja, i l'oleoducte de l'Adriàtic, protegir el trànsit ininterromput a través de l'estret Maslenica, i la restauració del subministrament d'electricitat i aigua a totes les regions de Croàcia i les zones protegides de les Nacions Unides.
El Consell va anunciar la seva determinació per la seguretat i la llibertat de moviment de la UNPROFOR, de conformitat amb Capítol VII de la Carta de les Nacions Unides, el seu mandat que es va estendre i al secretari general Boutros Boutros-Ghali se li va demanar un informe sobre l'aplicació de la resolució actual.